# Norra Gråsjötjärnen
Norra Gråsjötjärnen är en sjö i Sunne kommun i Värmland och ingår i Göta älvs huvudavrinningsområde.